# Paradiso artificiale
Paradiso artificiale è un brano musicale del rapper italiano Tedua, seconda traccia del suo terzo album in studio La Divina Commedia, pubblicato il 2 giugno 2023.

## Descrizione
Il brano presenta la collaborazione dei rapper italiani Baby Gang e Kid Yugi, dei quali il primo canta il ritornello, mentre al secondo è affidata la prima strofa. È presente anche una skit, non accreditata, da parte del collega Noyz Narcos.

## Classifiche

### Classifiche settimanali
| Classifica (2023) | Posizione massima |
| ----------------- | ----------------- |
| Italia            | 3                 |

### Classifiche di fine anno
| Classifica (2023) | Posizione |
| ----------------- | --------- |
| Italia            | 71        |
| Classifica (2024) | Posizione |
| Italia            | 70        |